# Södra Sandby församling
Södra Sandby församling är en församling i Torna och Bara kontrakt i Lunds stift. Församlingen ligger i Lunds kommun i Skåne län och utgör ett eget pastorat.

## Administrativ historik
Församlingen har medeltida ursprung. Tidigt införlivades Flyinge församling. Före den 1 januari 1886 (ändring enligt beslut den 17 april 1885) var namnet Sandby församling.
Församlingen var till 2006 i pastorat med Hardeberga församling, före omkring 1570 och mellan 1670-talet och 1943 som annexförsamling, däremellan och efter 1943 som moderförsamling och från 1962 även med Revinge församling ingående i pastoratet. 2006 införlivades Revinge och Hardeberga församling och därefter utgör församlingen ett eget pastorat.

## Kyrkor
- Södra Sandby kyrka
- Hardeberga kyrka
- Revinge kyrka